# Fazekasrét
Fazekasrét (1899-ig Harcsár-Lucska, szlovákul: Lúčka) falu Szlovákiában, az Eperjesi kerület Kisszebeni járásában.

## Fekvése
Héthárstól 4 km-re észak-északkeletre, a Tapoly forrásvidéke és a Tarca között fekszik.

## Története
A falu keletkezéséről nincsenek pontos adatok, első írásos említése 1323-ban az egri püspökség oklevelében történik, amikor kiváltságot kapott az egyházi tized fizetésével kapcsolatban. 1345-ig Szentgyörgyi Simon a község birtokosa, ezután Tarkő várának uráé, Rikolfé lett. 1427-ben 40 adózó portát számláltak a községben, ezzel a nagyobb települések közé tartozott. 1556-ban egy Tarkő elleni támadás során a falut felégették. 1558-ban a Tarczay család és Dessewffy János szerzett birtokot a faluban. A 16. század közepén lakói reformátusok lettek. 1575-ben lett itt birtokos a Tahy család is, amely a 20. század elejéig megőrizte azt. 1605-ben ismét leégett a falu, és a század folyamán sem volt több tíz háznál a településen. 1741-ben az ellenreformáció hatására lakói újra katolikusok lettek. A 18. században indult fejlődésnek a falu, 1786-ban 34 házából csak kettő volt lakatlan és 231 lakosa volt.
A 18. század végén Vályi András így ír róla: „Harsány Lucska. Tót falu Sáros Várm. földes Ura Bánó Uraság, lakosai katolikusok, fekszik Tarkőnek szomszédságában, és annak filiája, határja középszerű.”
1828-ban 32 háza volt 248 lakossal. Lakói hagyományosan mezőgazdasággal, háziiparral, gabonakereskedelemmel, később erdei munkákkal foglalkoztak és fűrészüzemben dolgoztak. A 19. században már többségük fakitermeléssel kereste kenyerét.
Fényes Elek 1851-ben kiadott geográfiai szótárában így ír a faluról: „Harcsar-Lucska, tót falu, Sáros vmegyében, Henig szomszédságában: 202 római, 34 g. kath., 5 zsidó lak. F. u. a Tahy nemzetség. Ut. posta Eperjes.”
A trianoni diktátum előtt Sáros vármegye Héthársi járásához tartozott.

## Népessége
| Év:            | 1994. | 2004.   | 2014.   | 2024.   |
| -------------- | ----- | ------- | ------- | ------- |
| Emberek száma: | 667   | 679     | 685     | 679     |
| Eltérés:       |       | +1,79 % | +0,88 % | -0,87 % |

| Év:            | 2023. | 2024.   |
| -------------- | ----- | ------- |
| Emberek száma: | 681   | 679     |
| Eltérés:       |       | -0,29 % |

1910-ben 211, túlnyomórészt szlovák lakosa volt.
2001-ben 140 lakosából 139 szlovák volt.
2011-ben 689 lakosából 684 szlovák.

## Nevezetességei
- A Szentháromság tiszteletére szentelt római katolikus temploma 1805-ben épült.
- Új Szent Anna temploma 1990 és 1993 között épült fel.